# KIYK
KIYK (107.3 FM) è una stazione radio americana che trasmette un formato di musica country. Concessa in licenza a St. George (Utah), Stati Uniti, la stazione è di proprietà di Townsquare Media. A KIYK è stato concesso dalla Commissione federale per le comunicazioni di spostarsi a 107.3 MHz e ridurre l'HAAT a 568,4 metri; lo spostamento di frequenza è avvenuto il 12 luglio 2013. Il 10 ottobre 2022, KIYK ha cambiato nome in "Cat Country 107.3/94.9".